# Буян-Сулдус
Буян-Сулдус (*д/н — 1162) — 3-й емір і фактичний правитель Західного Чагатайського улусу в 1358—1359 роках.

## Життєпис
Походив з тюрко-монгольського клану Сулдус племені таджіут. Про батьків нічого невідомо. У 1346 році перейшов на бік еміра Казагана, що переміг Казан-хана. Сприяв емірові у зміцненні влади в Західному Чагатайському улусі. У 1351 році брав участь в успішному поході проти держави Куртів та захопленні Герату.
У 1358 році після вбивства Казагана перейшов в опозицію до нового еміра Абдуллах. Того ж року, використовуючи страту еміром хана Баян-Кулі, підняв повстання проти Абдуллаха. Буян-Сулдуса підтримав правитель впливового клану барлас Хаджі-бек. В результаті нового хана Шах-Темура було переможено й страчено. Новим еміром став буян-Сулдус.
На відміну від попередників не намагався зміцнити або зберегти центральне управління. Тому навіть не поставив нового хана, як це робили Казаган і Абдуллах. Тому доволі швидко улус фактично розпався на декілька напівнезалежних володінь.
Втім, уже у 1359 році повстав Хусейн, небіж поваленого еміра Абдуллаха. Його підтримав Тимур з племені барласів, який зумів повалити Хаджі-бека, прихильника Буян-сулдуса. Останній, втративши авторитет, зазнав поразки й втік до Бадахшану, де вступив у союз з місцевим правителем Баха ад-Діном. Втім, суперники буяна завдали йому та баха ад-Діну нової поразки й захопили Бадахшан.
У 1360 році з вторгнення могулістанського хана Туглуг-Тимура суперники Буян-Сулдуса — Тимур і Хусейн — зазнали поразки. Тому Буян зумів повернутися до своїх володінь. У 1361 році при повторному вторгненні Туглуг-Тимура з огляду на нове повстання Хусейна, Буян-Сулдус перейшов на бік хана Могулістану, але за наказом Туглуг-Тимура у 1362 році Буян-Сулдуса було страчено. Владу над частиною клану сулдус передано синові Буяна — Шейх-Мухаммеду.